# Lijst van oorlogsmonumenten in Rheden
De gemeente Rheden heeft 23 oorlogsmonumenten. Hieronder een overzicht. Zie ook Lijst van Stolpersteine in Rheden.
| Nr.                             | Object                                                  | Herdachte groep                                                           | Ontwerper                                                              | Onthulling       | Type               | Locatie                               | Plaats          | Coördinaten                   | Foto                                       |
| ------------------------------- | ------------------------------------------------------- | ------------------------------------------------------------------------- | ---------------------------------------------------------------------- | ---------------- | ------------------ | ------------------------------------- | --------------- | ----------------------------- | ------------------------------------------ |
| 732                             | Monument voor Nederlandse Militairen                    | militairen in dienst van het Ned. Kon. 1940-1945                          |                                                                        |                  | zuil               | Snippendaalseweg, 6991 JC             | Rheden          | 52° 1' 0" NB, 6° 0' 48" OL    |                                            |
| 809                             | De Herdenking "Sta een ogenblik stil ...."              | burgerslachtoffers                                                        | Dhr. M. Kok (ontwerp), John Grosman (beeld), Johan Bosveld (plaquette) | 31 augustus 1953 | beeld/sculptuur    | Rozenbos 1, 6991 JS                   | De Steeg        | 52° 0' 55" NB, 6° 2' 46" OL   | De Herdenking "Sta een ogenblik stil ...." |
| 2152                            | Grafmonument op de Bijzondere begraafplaats             | vervolgden Nederland                                                      |                                                                        |                  | begraafplaats/graf | Laan van Athlone 4, 6955 BC           | Ellecom         | 52° 1' 51" NB, 6° 5' 12" OL   |                                            |
| 2153                            | Monument voor Theo Dobbe                                | verzet Nederland                                                          |                                                                        |                  | gedenksteen        | Hof van Dieren                        | Dieren          | 52° 2' 17" NB, 6° 6' 7" OL    |                                            |
| 2154                            | Britse eregraven                                        | geallieerde militairen                                                    |                                                                        |                  | begraafplaats/graf | Snippendaalseweg, 6991 JC             | Rheden          | 52° 0' 31" NB, 6° 0' 29" OL   |                                            |
| 2155                            | Bevrijdingsmonument                                     | algemeen, allen                                                           | Eugène Terwindt (klokkenstoel)                                         | 4 mei 1950       | overig             | Vijverlaan 21, 6881 HL                | Velp            | 51° 59' 53" NB, 5° 58' 30" OL | Bevrijdingsmonument                        |
| 2156                            | Joods monument                                          | vervolgden Nederland                                                      | Harry de Leeuw                                                         | 6 september 1995 | overig             | Zutphensestraatweg 49, 6955 AE        | Ellecom         | 52° 1' 59" NB, 6° 5' 7" OL    |                                            |
| 2157                            | Monument aan de Pinkenbergseweg                         | verzet Nederland                                                          |                                                                        |                  | gedenksteen        | Pinkenbergseweg 54, 6881 BA           | Velp            | 52° 0' 24" NB, 5° 58' 39" OL  | Monument aan de Pinkenbergseweg            |
| 2158                            | Oorlogsmonument                                         | allen                                                                     |                                                                        | 1948             | Kruis              | Carolinapark                          | Dieren          | 52° 2' 33" NB, 6° 6' 15" OL   | Oorlogsmonument                            |
| 2159                            | Plaquette aan de ABN-AMRO Bank                          | verzet Nederland                                                          |                                                                        |                  | plaquette          | Hoofdstraat 30, 6881 TA               | Velp            | 51° 59' 46" NB, 5° 58' 27" OL | Plaquette aan de ABN-AMRO Bank             |
| 2303                            | Plaquette in het NS-station                             | burgerslachtoffers                                                        | Ir. H.G.J. Schelling (ontwerp), H.J. Winkelman (uitvoering)            |                  | plaquette          |                                       | Dieren          | 52° 2' 57" NB, 6° 5' 58" OL   | Plaquette in het NS-station                |
| 2465                            | Monument voor Chris Meijer                              | militairen in dienst van het Ned. Kon. 1940-1945                          |                                                                        | 12 mei 2001      | gedenksteen        |                                       | Dieren          | 52° 2' 48" NB, 6° 5' 51" OL   | Monument voor Chris Meijer                 |
| 2696                            | Monument aan de Mauritsstraat                           | burgerslachtoffers                                                        |                                                                        |                  | plaquette          | Mauritsstraat 36-38, 6882 CC          | Velp            | 51° 59' 26" NB, 5° 57' 53" OL | Monument aan de Mauritsstraat              |
| 2697                            | Bevrijdingsboom                                         | algemeen                                                                  |                                                                        | 1945             | boom               | Egmondstraat 7, 6881 MK               | Velp            | 51° 59' 60" NB, 5° 57' 53" OL | Bevrijdingsboom                            |
| 2698                            | Plaquette in de Christelijke basisschool 'De Holtbanck' | algemeen                                                                  |                                                                        |                  | plaquette          | Arnhemseweg 30, 6991 BA               | Rheden          | 52° 0' 22" NB, 6° 1' 46" OL   |                                            |
| 2699                            | Plaquette in het gemeentehuis                           | burgerslachtoffers                                                        |                                                                        |                  | plaquette          | Hoofdstraat 3, 6994 AB                | De Steeg        | 52° 1' 3" NB, 6° 3' 25" OL    |                                            |
| 3291                            | Monument voor de familie Van den Berg                   | verzet Nederland                                                          |                                                                        |                  | gedenksteen        | Jeruzalem 31, 6881 JL                 | Velp            | 51° 59' 58" NB, 5° 58' 19" OL |                                            |
| 3369                            | Monument in de Parkstraatkerk                           | burgerslachtoffers, verzet Nederland                                      |                                                                        |                  | plaquette          | Parkstraat 3, 6881 JA                 | Velp            | 51° 59' 48" NB, 5° 58' 21" OL |                                            |
| 3497                            | Monument voor de Noodbrug                               | algemeen                                                                  |                                                                        | 17 april 2010    | gedenkmuur         | Kanaaldijk, 6951                      | Spankeren       | 52° 2' 60" NB, 6° 6' 50" OL   | Monument voor de Noodbrug                  |
| 3501                            | Monument bij het onderduikershol                        | algemeen                                                                  |                                                                        | 16 december 2009 | plaquette          |                                       | De Steeg        | 52° 1' 41" NB, 6° 3' 34" OL   |                                            |
| Dit oorlogsmonument op Wikidata | Het Ondergedoken Kind                                   | moedige Velpenaren – de verzetsstrijders, de stille helpers en de redders | Yvon van Wordragen                                                     | 2005             | sculptuur          | Hoofdstraat/Hogeweg                   | Velp            | 51° 59' 47" NB, 5° 58' 42" OL | Het Ondergedoken Kind                      |
| Dit oorlogsmonument op Wikidata | Gedenkbank 1940-1945                                    | algemeen                                                                  |                                                                        | 30 november 2017 | bank               | Van Kolplein                          | Velp            | 51° 59' 18" NB, 5° 58' 16" OL | Gedenkbank 1940-1945                       |
| Dit oorlogsmonument op Wikidata | Stolpersteine                                           | vervolgden Nederland                                                      | Gunter Demnig                                                          |                  | plaquette          | Zie Lijst van Stolpersteine in Rheden | Dieren, Ellecom |                               | Meer afbeeldingen                          |